# FRIDAY BUTTERFLY
FRIDAY BUTTERFLY（フライデー・バタフライ）は、エフエム北海道（AIR-G'）にて2008年10月3日より2014年5月25日まで放送されていたラジオ番組。放送時間は金曜日18:00 - 19:55（JST）など。パーソナリティーはDJ Trisha（トリーシャ）。
のちに放送日・放送時間の変更に伴いFRIDAY BUTTERFLY SUNDAY（－サンデー）とタイトルが変わっているが、本項では併せて述べる。

## 概要
- 札幌を中心としたクラブやライブシーン、イベント、DJ等にスポットを当てた番組。
- ツイッターによる番組ツイートをいち早く取り入れた。
- DJ TAMA a.k.a SPC FINESTが「番組公式（レジデント）DJ」となっており、後述のゲストコーナー登場回数も最も多い。

## 放送時間
- 金曜日18:00 -19:55（2008年10月3日 - 2012年3月）
- 金曜日18:00 -18:55（2012年4月 - 9月）
- 日曜日21:00 -21:55（2012年10月 - 2014年5月25日）

## パーソナリティ
DJ Trisha (2008年10月3日 - 2014年5月25日）

## 主なコーナー
番組名とは異なり、コーナー名は時間帯・曜日変更後も基本的にそのまま使われている。

### DJ MIX
札幌や全国で活躍するDJによるMIXを紹介。

### FRIDAY OHANA(→FRIDAY OHANA SUNDAY EDITION)
ゲストを招いたり、インタビューの模様を届ける。OHANAとはハワイ語で「家族」の意味。

### SCHOOL OF RAP
札幌のHIP HOPユニット韻牙ランドと、番組公式DJのDJ TAMA a.k.a SPC FINESTの製作したトラックに合わせて、自由にメッセージを吹き込んでもらい、これを紹介するコーナー。